# Mike Gascoyne
 (31 mai 2018).
Mike Gascoyne (né le 2 avril 1963 à Norwich, Angleterre) est un ingénieur britannique. Aérodynamicien de formation, il fait partie des ingénieurs les plus réputés du monde de la Formule 1.

## Biographie

### Sport automobile
Diplômé en dynamiques des fluides à l'université de Cambridge en 1988, Mike Gascoyne commence par travailler brièvement chez le fabricant d'hélicoptères Westland Helicopters, avant de rejoindre le sport automobile en 1989. Engagé en tant qu'aérodynamicien chez McLaren, il passe dès l'année suivante chez Tyrrell, où il fait la rencontre de l'expérimenté directeur technique Harvey Postlethwaite, qui deviendra en quelque sorte son mentor. Gascoyne accompagne ensuite Postlethwaite chez Sauber, avant de revenir chez Tyrrell en 1994 en tant que designer en chef et directeur technique adjoint, toujours sous les ordres de Postlethwaite. L'écurie Tyrrell est alors en grande difficulté financière et n'obtient que de maigres résultats, mais se distingue régulièrement par des solutions techniques innovantes qui valent à Gascoyne une réputation grandissante dans les paddocks de Formule 1.
Début 1998, Ken Tyrrell vend son équipe à Craig Pollock et à British American Tobacco. Sachant qu'il ne fait pas partie des plans de la nouvelle équipe dirigeante, Gascoyne quitte Tyrrell et rejoint au début de l'été 1998 l'écurie Jordan en tant que directeur technique. Même si Gascoyne n'est pas en mesure d'apporter des modifications substantielles sur la voiture en cours de saison, les observateurs remarquent que son arrivée à la tête du département technique de Jordan coïncide avec un spectaculaire redressement des performances de l'écurie irlandaise à partir de la mi-saison, redressement concrétisé par le doublé Damon Hill-Ralf Schumacher au GP de Belgique. La première véritable création de Gascoyne chez Jordan est la Jordan J199, en 1999. Il s'agit de la meilleure voiture de l'histoire de l'écurie, qui remporte deux grand prix avec Heinz-Harald Frentzen (lequel fait même un temps figure de candidat pour le titre mondial) et termine à la troisième place du championnat du monde. Malgré quelques coups d'éclat de Jarno Trulli en qualifications, la saison 2000 s'avère plus délicate, et Jordan commence à rentrer dans le rang.
En 2001, Gascoyne quitte Jordan pour prendre la direction technique de l'écurie Benetton, sur le point de changer de nom et de prendre le nom de Renault F1 Team à partir de 2002. Sous l'impulsion de Gascoyne, l'écurie française progresse régulièrement dans la hiérarchie, jusqu'à signer la première victoire depuis son retour en F1 à l'occasion du GP de Hongrie en août 2003, avec le jeune Fernando Alonso. Mais à ce moment de la saison, les rumeurs de son possible départ chez Toyota F1 qui lui aurait fait un pont d'or se faisant de plus en plus insistantes, Gascoyne est plus ou moins mis à l'écart par son employeur.

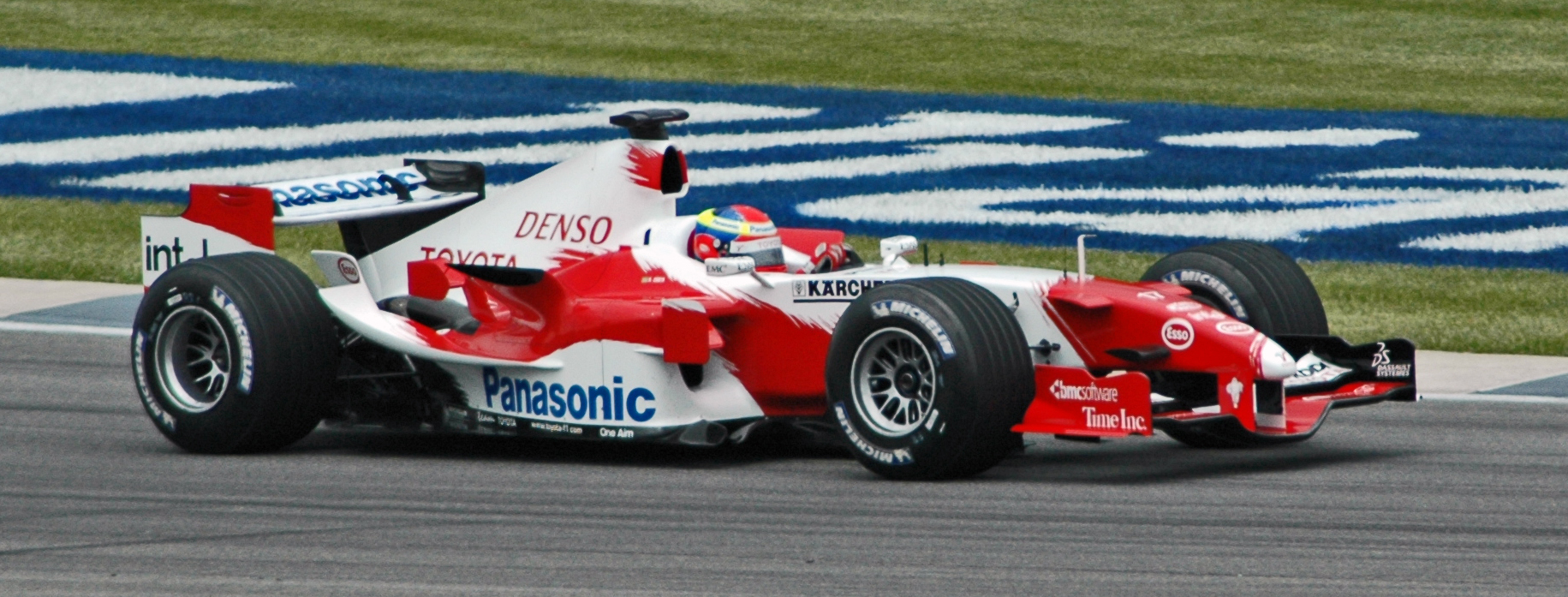
Ricardo Zonta lors des essais du GP des États-Unis 2005 sur la TF105, la première Toyota F1 conçue sous la direction technique de Mike Gascoyne.

Le transfert de Gascoyne chez Toyota est confirmé en décembre 2003. Certaines sources font alors état d'un salaire annuel de près de 8 millions de dollars, ce qui fait de l'ingénieur britannique l'une des personnalités les mieux payés de la Formule 1, à égalité avec bon nombre de pilotes. Arrivé trop tard chez Toyota pour intervenir sur la voiture appelée à entamer la saison 2004 et qui s'avère être un échec, il concentre ses efforts sur une grosse évolution qui intervient à mi-saison, mais qui n'apporte pas les résultats escomptés (le pilote brésilien Cristiano da Matta sera d'ailleurs limogé pour avoir exprimé un peu trop ouvertement sa déception). La première Toyota dont la paternité revient à Gascoyne est la TF105, qui commence la saison 2005. Avec cinq podiums (3 pour Jarno Trulli, 2 pour Ralf Schumacher), deux pole positions, et une quatrième place finale au championnat du monde des constructeurs, la TF105 marque un véritable pas en avant pour l'ambitieuse et richissime écurie japonaise. Mais les espoirs de 2005 sont rapidement douchés par de calamiteux essais hivernaux 2005-2006. À l'issue de la troisième manche de la saison 2006 en Australie (où un podium de Ralf Schumacher est venu faire contre-poids à un début de saison désastreux), la direction de Toyota F1 annonce la mise à pied de Mike Gascoyne, qui quitte l'écurie quelques jours plus tard, officiellement d'un « commun accord » avec son employeur. Au-delà des résultats sportifs inférieurs aux ambitions des dirigeants de Toyota, il apparaît que cette rupture doit beaucoup aux relations de plus en plus houleuses que Mike Gascoyne, réputé pour son caractère fort, entretenait avec sa direction et notamment avec son président John Howett.
En novembre 2006, Gascoyne prend la tête du département technique de la modeste écurie néerlandaise Spyker F1 Team (issue du rachat de Midland F1 Racing), qui devient Force India en 2008 à la suite de son rachat par l'entrepreneur indien Vijay Mallya. Ses deux années au sein de la structure basée à Silverstone se soldent par des résultats décevants et progressivement des tensions voient le jour entre l'ingénieur et la direction sportive. À l'issue de la saison 2008, Mallya opère une profonde réorganisation de l'équipe et Gascoyne est écarté du nouvel organigramme.
En 2009, il devient directeur technique de l'écurie Caterham F1 Team puis prend du galon en février 2012 en étant nommé directeur technique de Caterham Group. Il supervise l'ensemble du sport automobile (la F1 mais également le GP2), la construction des véhicules de route ainsi que les matériaux composites de Caterham Composites et la recherche de Caterham Technology & Innovation.

### Autres activités
En marge de ses activités professionnelles, il a entamé une traversée de l'Atlantique en solitaire le 28 novembre 2012.
Toujours en dehors du sport automobile, Mike Gascoyne fait équipe avec Brian Thompson sur la Transat Jacques-Vabre 2013 sur le voilier Caterham Challenge en catégorie Class40, transat qui relie Le Havre à Itajai (Brésil).